# Мирковце (Прешов)
Мирковце (слч. Mirkovce) насељено је мјесто са административним статусом сеоске општине (слч. obec) у округу Прешов, у Прешовском крају, Словачка Република.

## Становништво
| Година:    | 1994. | 2004.    | 2014.    | 2024.    |
| ---------- | ----- | -------- | -------- | -------- |
| Број људи: | 798   | 1030     | 1274     | 1451     |
| Разлика:   |       | +29,07 % | +23,68 % | +13,89 % |

| Година:    | 2023. | 2024.   |
| ---------- | ----- | ------- |
| Број људи: | 1431  | 1451    |
| Разлика:   |       | +1,39 % |

Према подацима о броју становника из 2024. године насеље је имало 1451 становника.